# Капитан Хэддок
Арчибальд Хэддок (англ. Archibald Haddock) — персонаж серии комиксов «Приключения Тинтина» бельгийского карикатуриста Эрже, капитан корабля дальнего плавания, лучший друг главного героя Тинтина.

## История персонажа

### Создание персонажа
Капитан Хэддок впервые появился в альбоме 1941 года «Краб с золотыми клешнями». Поначалу он показан как скорее отрицательный персонаж, который сыплет замысловатыми ругательствами и не может жить без виски. Во время перехода по пустыне он под влиянием миража Хэддок принимает Тинтина за бутылку с шампанским и пытается откупорить её, оторвав ему голову.

### Развитие персонажа
В более поздних альбомах Хэддок показан живущим холостяцкой жизнью с дворецким Нестором в загородном имении Муленсар. С каждым новым альбомом капитан занимал в повествовании всё более заметное место, оттесняя на задний план фокстерьера Милу в качестве лучшего друга Тинтина. В последних альбомах Эрже добродушному капитану отведено не меньше места, чем самому репортёру. Возраст героя точно не известен.
Капитан является потомком шевалье Франсуа де Адока (фр. Chevalier François de Hadoque), командующего королевским флотом в XVII веке, которому Людовик XIV даровал поместье Муленсар. По предположению Комиссии по историческим зданиям и памятникам Англии, на создание персонажа автор комиксов был вдохновлён представителями английской династии мореплавателей Хэддок, в частности, адмиралом Ричардом Хэддоком, посвящённым в рыцари в 1675 году.
Тинтиноведы[кто?] объясняют приверженность Эрже к этому персонажу тем, что он предоставлял ему больше возможностей для самовыражения, чем сам Тинтин. Полные сарказма ремарки и потешная жестикуляция делали капитана идеальным напарником для всегда собранного и слишком «правильного» Тинтина.

### Лексикон
Отличительной чертой капитана является использование экзотических слов вроде «троглодит!», «башибузуки», «мамлюки» и «эктоплазма!» в качестве ругательств. В «Словаре брани капитана Хэддока» приведено 192 произнесённых им ругательных выражений, многие из которых Эрже почерпнул, просматривая словари редких слов. Среди любимых выражений Хэддока: «Тысяча миллионов тысячи миллиардов тысяч чертей!» (фр. Mille millions de mille milliards de mille sabords!) и «Гром и молния!» (фр. Tonnerre de Brest!).
Особое место в лексиконе Хэддока занимают термины риторики, такие как «анаколуф» и «катахреза».
По мнению Эмиля Брами, автора монографии о Луи-Фердинане Селине, часть ругательств капитана позаимствована из лексикона автора «Путешествия на край ночи».

## Популярность

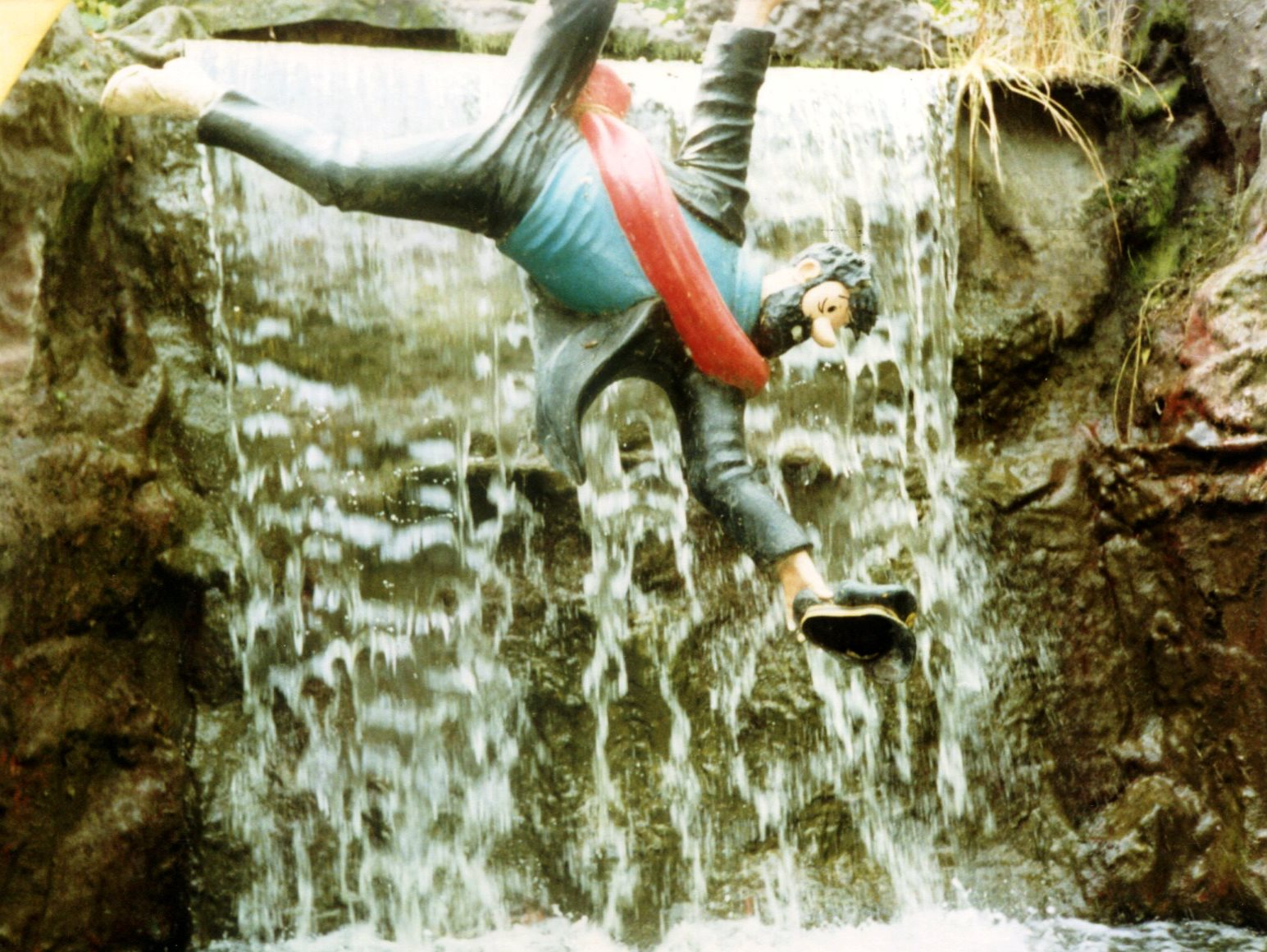
Памятник капитану Хэддоку в бельгийском парке Валиби

- В фильме «Тинтин и голубой апельсин» его играет актёр Жан Буиз.
- В компьютерном мультфильме «Приключения Тинтина: Тайна „Единорога“», снятом Стивеном Спилбергом в 2011 году, Хэддока озвучил актёр Энди Серкис.